# Apocephalus pristinus
Apocephalus pristinus är en tvåvingeart som beskrevs av Brown 1993. Apocephalus pristinus ingår i släktet Apocephalus och familjen puckelflugor. Inga underarter finns listade i Catalogue of Life.